# Jackie Pretorius
Jacobus Pretorius (Potchefstroom, 22 de noviembre de 1934-Johannesburgo, 30 de marzo de 2009), más conocido como Jackie Pretorius, fue un piloto de automovilismo sudafricano. Participó en cuatro carreras del Mundial de Fórmula 1, debutando el 1 de enero de 1965 sin haber puntuado.
Pretorius compitió en carreras a nivel nacional en su país, consiguiendo cierta fama en los 60 y 70. Después de correr con Lotus y Lola, ganó dos carreras en 1971 con un Brabham.
Jackie Pretorius murió en Johanesburgo a los 74 años, el 30 de marzo de 2009, después de estar tres semanas en coma. Fue atacado en su casa la madrugada de un viernes por ladrones. Su esposa Shirley murió en un incidente similar en la misma casa varios años antes.

## Resultados

### Fórmula 1
(Clave) (negrita indica pole position) (cursiva indica vuelta rápida)

| Año     | Escudería                  | 1       | 2   | 3       | 4   | 5   | 6   | 7   | 8   | 9   | 10  | 11  | 12  | 13  | 14  | 15  | Pos. | Puntos |
| ------- | -------------------------- | ------- | --- | ------- | --- | --- | --- | --- | --- | --- | --- | --- | --- | --- | --- | --- | ---- | ------ |
| 1965    | John Love                  | RSA DNQ | MON | BEL     | FRA | GBR | NED | GER | ITA | USA | MEX |     |     |     |     |     | NC   | 0      |
| 1968    | Team Gunston               | RSA NC  | ESP | MON     | BEL | NED | FRA | GBR | GER | ITA | CAN | USA | MEX |     |     |     | NC   | 0      |
| 1971    | Team Peco/Gunston          | RSA Ret | ESP | MON     | NED | FRA | GBR | GER | AUT | ITA | CAN | USA |     |     |     |     | NC   | 0      |
| 1973    | Frank Williams Racing Cars | ARG     | BRA | RSA Ret | ESP | BEL | MON | SWE | FRA | GBR | NED | GER | AUT | ITA | CAN | USA | NC   | 0      |
| Fuente: |                            |         |     |         |     |     |     |     |     |     |     |     |     |     |     |     |      |        |